# Money-Shoal-Becken
Das Money-Shoal-Becken (englisch Money Shoal Basin) ist ein Sedimentbecken an der nördlich gelegenen Küste im Arnhem Land im Northern Territory in Australien. Es umfasst das Teile des Festlandes an der Küstenlinie, die Cobourg Peninsula, den Van-Diemen-Golf, die Melville-Insel und Bathurstinsel, und reicht unterseeisch bis nach Westneuguinea.
In diesem Becken befindet sich Sandstein, Tonstein, Mergel und Kohle. Das Sedimentbecken entstand vom Jura bis zum Eozän vor 205 bis 36 Millionen Jahren. Die Gesteinsschichten erreichen eine Mächtigkeit von 200 m im Osten und 4 km im Westen, wo sie an das Bonaparte-Becken reichen. Die Schichten überlagern teilweise das Pine-Creek-Orogen und das Arafura-Becken.
In dem Sedimentbecken befinden sich acht Erdölbohrtürme, die wenig Öl förderten. Im darunterliegenden Arafura-Becken kann sich Erdöl befinden. Ferner gibt es große Lagerstätten von Mineralsanden und auch Bauxit, Mangan und Phosphat.